# カフジ＝ビエガ国立公園
カフジ＝ビエガ国立公園は、コンゴ民主共和国東部の国立公園。ルワンダとの国境にあるキヴ湖西岸に広がる国立公園で、アルベルティーヌ溝帯とコンゴ盆地をまたぐ地域に位置する。カフジ山（標高3308m）とビエガ山（標高2790m）の森林地帯を含むことからその名がある。主にグラウアーゴリラ（ヒガシローランドゴリラ）の保護を目的として1970年に設定され、1975年に当初の750km2から現在の6000km2に拡大された。1980年にユネスコの世界遺産に登録されたが、環境の悪化から「危機にさらされている世界遺産」（危機遺産）リストにも登録されている。

## 動物相
グラウアーゴリラの生息地であるという点に、この国立公園の最大の特色がある。ゴリラの亜種の中でも、グラウアーゴリラはコンゴ民主共和国東部を中心とする一帯の高地にしか生息していない固有種である。
他に、アフリカゾウ、ヒョウ、ライオン、チンパンジー、アフリカスイギュウ、ニシアカコロブス、ロエストモンキー、フクロウグエノン、ジャイアントジェネット、ミズジェネット、モリイノシシ、ボンゴなどの哺乳類、およびコンゴゴシキタイヨウチョウ、アフリカミドリヒロハシといった鳥類が生息している。

## 植物相
公園敷地内には、サバンナ、泥炭湿原、河畔林、竹林など多彩な植生が広がっている。また、竹林や森林地帯はゴリラの生息域になっている。標高2,600 m以上の高山帯にはカルーナ属の亜高山植物の植生のほか、キオン属の固有種のSenecio kahuzicusも生えている。

## 世界遺産

### 登録基準
この世界遺産は世界遺産登録基準のうち、以下の条件を満たし、登録された（以下の基準は世界遺産センター公表の登録基準からの翻訳、引用である）。
- (10) 生物多様性の本来的保全にとって、もっとも重要かつ意義深い自然生息地を含んでいるもの。これには科学上または保全上の観点から、すぐれて普遍的価値を持つ絶滅の恐れのある種の生息地などが含まれる。

### 危機遺産登録
カフジ＝ビエガ国立公園では、ゴリラを観察するための団体観光が許可されており、多くの観光客が訪れた。その結果、風邪、はしかなどの病気や、人間を対象としていた寄生虫類が持ち込まれる結果となり、罹患し死に至るゴリラが続出した。
また、象牙を狙った密猟や鉱山の開発、さらにコンゴ民主共和国の内戦など、国立公園の存立を脅かす様々な要因に見舞われた。このため、1997年から「危機にさらされている世界遺産」（危機遺産）リストに登録されている。